# SMART Health Card
SMART Health Card（SHC）とは、Boston Children’s Hospital Computational Health Informatics Programに基づくSMART Health ITが策定し、予防接種の履歴や直近の検査結果などの情報を記した、QRコード型紙またはデジタル証明書である。その様な情報のステータスを要求する組織・企業と簡単にデータを共有することを目標にしている。
なお、主に北米（アメリカ・カナダ）で普及し、現時点でEUデジタルCOVID証明書のように国際的に標準化はされていない。

## 概要
SMART Health Cardには、予防接種の履歴や検査結果のステータスを表示するために必要な情報のみが含まれており、必要な際に必要最低限の情報を共有可能にするために設計されている。すでに全世界の組織が無料で利用する準備ができており、特定の組織・企業・政府機関が開発した訳ではないため、人々が広く公平に利用できることが利点であるとされる。
プロバイダー間で相互運用できるデジタルヘルス記録で使うために作られた基準であるHL7 FHIR（Fast Healthcare Interoperability Resources）に準拠している。

### 記録される情報
このカードに具体的に含まれる情報は、次の項目である。
- 氏名と生年月日
- 検査：日付、検査キットの製造元、結果
- 予防接種：ワクチンの種類、接種日、接種場所

一方で、次の項目は含まれない。
- 電話番号
- 住所
- 政府発行の識別子（少なくとも米国発行時のみ）[注釈 1]
- その他の健康情報

なお、利用する国によって含まれる情報は変更されるとしているものの、パスポート情報とリンクしているが故にパスポート所有者しか使用できない他のデジタル証明書のシステムとは異なり、SHCはパスポート情報の入力は任意な点が特徴である。
また、英語のみならず日本語にも言語対応が可能である。
このカードの有効性を確認するには、SMART Health Card Verification App（検証アプリ）を利用する。検証アプリには、カードの有効性に応じて、赤、オレンジ、または緑のいずれかが表示される。

### 対応状況
アメリカでは、カリフォルニア州・ルイジアナ州・ニューヨーク州・ハワイ州・一部のメリーランド州の公的接種や、ウォルマート・Sam’s Club・CVS Healthなどの小売薬局での接種した場合に利用可能な場合がある。
2021年8月18日、サムスンは米国内のサポートされているSamsungGalaxyスマートフォンユーザーが、SamsungPay内にSMART Health Cardを搭載可能になったと発表した。
2021年9月21日、AppleはiOS 15.1βの配布と同時に、この規格を利用し、iOS 15よりWallet Appにワクチンパスポートを保存可能にすると発表した。

### 開発元の見解
このカードを取得しても、他の人と共有する必要は無く、個人の情報を共有することを選択することは常に自身の管理下にあるとし、あなたの予防接種の履歴や検査結果を示すように求められたとき、このカードが唯一の選択肢であってはならないとしている。
この技術を利用する際に使用料等は掛からず、共有することによって利用者に料金が発生することはないとしている。

### 日本での利用
2021年9月9日、在日米国商工会議所は、「国際的にも受け入れられており、高度な汎用性、他システムとの相互運用性がある」としてデジタルワクチン証明書の基準のひとつとしてSHCの採用を導入することを日本政府に要請したことを発表した。
9月17日、デジタル庁は「コロナワクチンの接種証明書（電子交付）の仕様に関する意見」を募集することを発表し、同時に発表した国内利用向け二次元バーコードの仕様としてSHCの利用を想定していることを公表した。
10月19日、上記のパブリックコメントの取りまとめ結果を公表した。その際、海外渡航者向けにはEU-DCCとの互換性等についても考慮し、ICAO規格を採用していると発表された。
12月13日、報道機関向けにワクチンパスポートアプリ「新型コロナワクチン証明書アプリ（英語名：COVID-19 Vaccination Certificate Application）」が公開され、国内利用向けに漢字表記とローマ字表記の2つが記載されたSHC規格の二次元バーコードが利用されることが確認された。